# Pogoń Lwów
Pogoń Lwów, volledige naam Klub Sportowy Pogoń Lwów, is een Poolse voetbalclub uit de stad Lwów, die tegenwoordig in Oekraïne ligt en de naam Lviv draagt.

## Geschiedenis
De club werd in 1904 opgericht als Klub Gimnastyczno-Sportowy przy IV Gimnazjum we Lwowie. In 1907 veranderde de naam in Pogoń Lwów.
De club werd opgeheven in 1939. Op Czarni Lwów en Lechia Lwów na was Pogoń Lwów de oudste club van Polen.
Na de Tweede Wereldoorlog werd Lwów toebedeeld aan de Sovjet-Unie en de stadsnaam veranderde in Lvov. De Poolse bevolking verhuisde voornamelijk naar Neder-Silezië om daar de verdreven Duitse bevolking te vervangen. Enkele voormalige spelers hielpen bij het opzetten van nieuwe clubs zoals Polonia Bytom, Odra Opole, Piast Gliwice en Pogoń Szczecin. Odra Opole heette eerst zelfs Lwowianka, maar deze naam werd door de Communisitische autoriteiten verboden.
In april 2009 werd de club heropgericht door Poolse jongeren uit de stad. Het is een amateurploeg met Poolse spelers, die meestal nog naar school gaan aan een van de scholen waar in het Pools onderwezen wordt. De heroprichting werd toegejuicht vanuit Polen.

## Erelijst
- Pools landskampioenschap (4x):

1922, 1923, 1925, 1926
Ekstraklasa ·
I liga ·
II liga ·
III liga ·
Puchar Polski ·
Puchar Ekstraklasy ·
Poolse supercup ·
PZPN ·
Nationaal voetbalelftal